# Ombúes de Lavalle
Ombúes de Lavalle es una ciudad uruguaya del departamento de Colonia, y es sede del municipio homónimo.

## Ubicación
La ciudad se encuentra localizada en la zona noroeste del departamento de Colonia, sobre la cuchilla de San Juan, y junto a la ruta nacional N.º 55, 3 km al sur de su intersección con la ruta nacional N.º 12.
Dista de la capital departamental aproximadamente 69 km.

## Historia
Su nombre proviene del General argentino Juan Lavalle, quien fue dueño de los campos que hoy rodean a la ciudad durante los años 1832 y 1841, y además habitó esta zona desde 1829 hasta 1839. Su estancia ocupaba una extensión de aproximadamente 11.000 hectáreas, y se caracterizaba porque en sus campos abundaban los ejemplares de ombúes, lo que derivó en el nombre Ombúes de Lavalle.
El origen de esta localidad se remonta al año 1890, cuando luego que se realizara el fraccionamiento de la estancia de los hermanos Varela, el Pastor Daniel Armand Ugón de Colonia Valdense comenzó con las gestiones para armar un grupo de futuros colonos valdenses, que provenían sobre todo del Piamonte en el norte de Italia. Estos colonos llegaron a la zona el 1° de agosto de 1890, fecha que se toma oficialmente para la fundación de la localidad. Entre los primeros colonos estaban los apellidos Bonjour, Vinçon, Cayrús, Salvagiot, y Long. Si bien estos colonos llegaron para formar una colonia agrícola, poco tiempo después comenzó a formarse un centro poblado, que con el tiempo se convirtió en un punto de referencia en la producción agrícola a nivel nacional.
El 14 de diciembre de 1932 la localidad fue declarada oficialmente como pueblo por ley 8922. Para esa época el pueblo contaba con unas 100 vaquerías, las que eran la principal industria local, un molino harinero, varios almacenes de ramos generales, diversos servicios entre ellos médicos, policlínica, agencia de correos, Juzgado de Paz y una escuela rural.
El 17 de noviembre de 1964, por ley 13.299, la localidad fue elevada a la categoría de villa y finalmente por ley 15.549 del 17 de mayo de 1984, recibió la categoría de ciudad.

## Gobierno
En 2013 se creó el municipio de Ombúes de Lavalle.

## Población
Según el censo de 2023 la ciudad cuenta con una población de 3665 habitantes.
| 1775          | 2171 | 2787 | 3024 | 3189 | 3451 | 3390 | 3665 |
| (Fuente: INE) |      |      |      |      |      |      |      |